# Remire-Montjoly
Remire-Montjoly một commune của vùng hành chính hải ngoại Guyane thuộc Pháp của nước Pháp.